# Subsaltusaphis taoi
Subsaltusaphis taoi är en insektsart. Subsaltusaphis taoi ingår i släktet Subsaltusaphis och familjen långrörsbladlöss. Inga underarter finns listade i Catalogue of Life.